# Johannes Hengst
Johannes Baptista Josephus Hengst (Boxmeer, 23 juni 1817 - 23 maart 1892) was een Nederlands bestuurder. Hij was lange tijd burgemeester en lid van de Eerste Kamer en de Tweede Kamer.
Johannes Hengst studeerde rechten in Leiden en promoveerde op 11 maart 1839 met de dissertatie De advocatis. Hij ging daarna in Boxmeer werken als advocaat. Op 10 april 1839 trouwde hij met Cornelia de Kesschietre van Havre. Samen kregen zij drie zoons. Na het overlijden van zijn echtgenote trouwde hij op 5 september 1854 in Maastricht met Ida Tielens.
Op 26 januari 1844 werd Hengst benoemd tot burgemeester van de gemeente Boxmeer. Daarnaast werd hij eind 1852 ook burgemeester van Beugen en Rijkevoort. In 1857 kreeg hij op eigen verzoek eervol ontslag als burgemeester van Beugen en Rijkevoort. Hij zou echter nog wel lange tijd burgemeester van Boxmeer blijven. Pas op 11 mei 1890 nam hij daar eervol ontslag. Hij werd opgevolgd door zijn zoon Clemens Hengst.
Hengst was ook actief in de landelijke politiek. Van 1848 tot 1860 was hij als katholiek-liberaal lid van de Tweede Kamer. Met steun van zijn zwager Leopold van Sasse van Ysselt werd hij op 19 mei 1863 door de Brabantse Staten gekozen tot Eerste Kamerlid. Op 15 september 1863 stemde Hengst - net als zijn conservatief-katholieke collega's - tegen de afschaffing van de doodstraf. Op 1 november 1890 trad hij terug als lid van de Eerste Kamer
Hengst overleed op 23 maart 1892 in zijn geboorteplaats Boxmeer. De gemeente Boxmeer eerde hem voor zijn verdiensten voor de gemeente door het plein naast het gemeentehuis naar hem te vernoemen: het Burgemeester Hengstplein.